# Jónas Breki Magnússon
Jónas Breki Magnússon (* 16. Juni 1980 in Reykjavík) ist ein isländischer Eishockeyspieler, der seit 2016 erneut bei Amager Ishockey in der dänischen 1. division, der zweithöchsten Spielklasse des Landes, unter Vertrag steht.

## Karriere
Jónas Breki Magnússon begann seine Karriere als Eishockeyspieler bei Ísknattleiksfélagið Björninn. Von kürzeren Abstechern nach Schweden und Finnland abgesehen, spielte er bis 2003 für den Klub aus seiner Geburtsstadt Reykjavík. Anschließend wechselte er nach Dänemark, wo er für den Gladsaxe SF und Amager Ishockey in der 1. division, der zweithöchsten Spielklasse des Landes, auf dem Eis stand beziehungsweise steht. Er ist gelernter Goldschmied und betreibt ein Geschäft für Schmuckdesign.

### International
Im Juniorenbereich nahm Jónas Breki Magnússon an den U18-D-Europameisterschaften 1997 und 1998 sowie den U20-D-Weltmeisterschaften 1999 und 2000 teil.
Mit der Herren-Nationalmannschaft spielte er zunächst bei den D-Weltmeisterschaften 1999 und 2000. Nach der Umstellung auf das heutige Divisionssystem nahm er an den Weltmeisterschaften 2001, 2002, 2003, 2005, 2007, 2008, 2009, 2010, 2012, 2013, 2014, 2015, 2016 und 2017 jeweils in der Division II teil. Nach zwischenzeitlichen Abstiegen spielte er 2004, als er Topscorer des Turniers war, und 2006 in der Division III.

## Erfolge und Auszeichnungen
- 2000 Aufstieg in die Division II bei der D-Weltmeisterschaft
- 2004 Aufstieg in die Division II bei der Weltmeisterschaft der Division III
- 2004 Topscorer bei der Weltmeisterschaft der Division III
- 2006 Aufstieg in die Division II bei der Weltmeisterschaft der Division III